# Caldas de Reis (kommun)
Caldas de Reis är en kommun i Spanien. Den ligger i provinsen Pontevedra i den autonoma regionen Galicien i nordvästra delen av landet, 500 km väster om huvudstaden Madrid. Antalet invånare är 9 614 (2024). Arean är 68,25 kvadratkilometer.